# تپه شهر سوخته ۲۰۶
تپه شهر سوخته ۲۰۶ مربوط به دوره اشکانیان - دوره ساسانیان است و در شهرستان زابل، بخش شیب آب، دهستان لوتک، روستای حومه شهر سوخته، ۷/۵ کیلومتری جنوب غربی پایگاه باستان‌شناسی شهر سوخته واقع شده و این اثر در تاریخ ۱۵ اسفند ۱۳۸۵ با شمارهٔ ثبت ۱۷۹۷۹ به‌عنوان یکی از آثار ملی ایران به ثبت رسیده است.